# 片岡サチ
片岡 サチ（かたおか さち、5月24日 - ）は、日本の女優。元宝塚歌劇団専科の男役スター。
東京都目黒区、青山学院中等部出身。身長168cm。愛称は「Koh」、「こうちゃん」。宝塚歌劇団時代の芸名は汐風 幸（しおかぜ こう）。

## 来歴
1986年、宝塚音楽学校入学。
1988年、宝塚歌劇団に74期生として入団。花組公演「キス・ミー・ケイト」で汐風幸として初舞台。その後、花組に配属。
1991年5月11日付で月組へと組替え。同年、涼風真世・麻乃佳世トップコンビ大劇場お披露目となる「ベルサイユのばら」で新人公演初主演。その後も3度に渡って新人公演主演を務める。
1992年の「ボンジュール・シャックスパー!」でバウホール公演初主演。
1997年10月7日付で雪組へと組替え。
1998年の「心中・恋の大和路」（バウホール・日本青年館公演）で、東上公演初主演。
2000年6月1日付で専科へ異動となる。
専科異動後は各組に特別出演を続け、2003年8月3日、月組「花の宝塚風土記／シニョール ドン・ファン」東京公演千秋楽をもって、宝塚歌劇団を退団。
退団後は女優として活動を再開し、2008年より現在の芸名に変更。
2019年より一般社団法人JIEAの理事を務めている。

## 人物
父と兄は歌舞伎俳優の片岡仁左衛門と片岡孝太郎であり、妹も女優の片岡京子である。

## 宝塚歌劇団時代の主な舞台

### 初舞台
- 1988年3 - 5月、花組『キス・ミー・ケイト』（宝塚大劇場）

### 花組時代
- 1988年7月、『キス・ミー・ケイト』（東京宝塚劇場）
- 1988年9 - 11月、『宝塚をどり讃歌'88』『春ふたたび』『フォーエバー!タカラヅカ』（宝塚大劇場のみ）
- 1989年1 - 2月、『会議は踊る』 - 新人公演：アウグスト公（本役：大潮ますみ）『ザ・ゲーム』（宝塚大劇場）
- 1989年2 - 3月、『硬派・坂本竜馬!』（バウホール） - 中浜万次郎
- 1989年4月、『会議は踊る』 - 新人公演：アウグスト公（本役：大潮ますみ）『ザ・ゲーム』（東京宝塚劇場）
- 1989年6 - 12月、『ロマノフの宝石』『ジタン・デ・ジタン』
- 1990年2月、『エル・アミーゴ』（バウホール） - アルベール[13]
- 1990年3 - 5月、花組・月組・星組・専科『ベルサイユのばら-フェルゼン編-』（宝塚大劇場） - 王太子、新人公演：オスカル・フランソワ・ド・ジャルジェ（本役：涼風真世／紫苑ゆう／真矢みき／安寿ミラ）[14][2][4][5]
- 1990年5月、『エル・アミーゴ』（日本青年館） - アルベール
- 1990年7月、花組・月組・星組・専科『ベルサイユのばら-フェルゼン編-』（東京宝塚劇場） - 王太子、新人公演：オスカル・フランソワ・ド・ジャルジェ（本役：涼風真世／紫苑ゆう／真矢みき／安寿ミラ）[15][2][4][5]
- 1990年9 - 10月、『秋…冬への前奏曲』 - マサリク、新人公演：アンジェイ・ペトリューラ（本役：安寿ミラ）『ザ・ショーケース』（宝塚大劇場のみ）[16]
- 1991年1 - 2月、『春の風を君に…』 - 六児、新人公演：竜童（本役：真矢みき）『ザ・フラッシュ!』（宝塚大劇場）[17]
- 1991年2 - 3月、『小さな花がひらいた』（バウホール）
- 1991年4月、『春の風を君に…』 - 六児、新人公演：竜童（本役：真矢みき）『ザ・フラッシュ!』（東京宝塚劇場）[18]
- 1991年5月、『小さな花がひらいた』（日本青年館）

### 月組時代
- 1991年7月、月組・雪組・星組・専科『ベルサイユのばら-オスカル編-』（東京宝塚劇場のみ） - 小公子／フランソワ・アルマン、新人公演：オスカル・フランソワ・ド・ジャルジェ（本役：涼風真世） 新人公演初主演[注釈 2][19][2]
- 1991年9 - 10月、『銀の狼』 - 新人公演：レイ（本役：天海祐希）『ブレイク・ザ・ボーダー!』（宝塚大劇場のみ）[18]
- 1991年11月、『たとえば それは 瞳の中の嵐のように』（バウホール） - エンジェル[20]
- 1992年1 - 2月、『珈琲カルナバル』 - アントニオ、新人公演：エビタシオ（本役：久世星佳）『夢・フラグランス』（宝塚大劇場）[21]
- 1992年2 - 3月、『ボンジュール・シャックスパー!』（バウホール） - ウィリー・シャックスパー バウ初主演[8][9][5]
- 1992年4月、『珈琲カルナバル』 - アントニオ、新人公演：エビタシオ（本役：久世星佳）『夢・フラグランス』（東京宝塚劇場）[22]
- 1992年7 - 8月、『PUCK』 - ヘレン、新人公演：ボビー（本役：天海祐希）『メモリーズ・オブ・ユー』（宝塚大劇場）[23]
- 1992年9 - 10月、『珈琲カルナバル』 - エビタシオ『夢・フラグランス』（全国ツアー）[24]
- 1992年11月、『PUCK』 - ヘレン、新人公演：ボビー（本役：天海祐希）『メモリーズ・オブ・ユー』（東京宝塚劇場）[25]
- 1992年12月、『ジャンプ・フォー・ジョイ』（ドラマシティ）
- 1993年4 - 5月、『グランドホテル』 - エリック、新人公演：オットー・クリンゲライン（本役：涼風真世）『BROADWAY BOYS』（宝塚大劇場） 新人公演主演[26][27][2]
- 1993年5 - 6月、『ロスト・エンジェル』（バウホール） - ギャビー[28]
- 1993年7月、『グランドホテル』 - エリック、新人公演：オットー・クリンゲライン（本役：涼風真世）『BROADWAY BOYS』（東京宝塚劇場）[29][27][2]
- 1993年9 - 10月、『花扇抄』『扉のこちら』『ミリオン・ドリームズ』（宝塚大劇場のみ）
- 1994年1 - 2月、『風と共に去りぬ』（宝塚大劇場） - ルネ、新人公演：スカーレット・オハラ（本役：麻乃佳世／真琴つばさ） 新人公演ヒロイン[2][30][27][2]
- 1994年2 - 3月、『たけくらべ』（バウホール） - 正太郎[2]
- 1994年4月、『風と共に去りぬ』（東京宝塚劇場） - ルネ、新人公演：スカーレット・オハラ（本役：麻乃佳世／真琴つばさ）[31][27][2]
- 1994年6 - 8月、『エールの残照』 - ラピ・シャンカール中尉、新人公演：ウォルター・シャムロック伯爵（本役：天海祐希）『TAKARAZUKA・オーレ!』（宝塚大劇場） 新人公演主演[32][33][2]
- 1994年9 - 10月、『風と共に去りぬ』（全国ツアー） - スカーレットII
- 1994年11月、『エールの残照』 - ラピ・シャンカール中尉、新人公演：ウォルター・シャムロック伯爵（本役：天海祐希）『TAKARAZUKA・オーレ!』（東京宝塚劇場）[33][2]
- 1994年12 - 1995年1月、『LE MISTRAL』（ドラマシティ） - ジュリアン
- 1995年3月、『Beautiful Tomorrow!』（バウホール）
- 1995年4 - 5月、『エールの残照』 - アレック『TAKARAZUKA・オーレ!』（全国ツアー）
- 1995年6月、『ハードボイルド・エッグ』 - マシュー『EXOTICA!』（東京宝塚劇場のみ）
- 1995年8 - 12月、『ME AND MY GIRL』 - パーチェスター[2]
- 1996年2月、『ME AND MY GIRL』（中日劇場） - パーチェスター[2]
- 1996年3 - 5月、『CAN-CAN』 - エティエンヌ『マンハッタン不夜城』（宝塚大劇場）
- 1996年6月、『銀ちゃんの恋』（バウホール） - ヤス[2][5]
- 1996年7月、『CAN-CAN』 - エティエンヌ『マンハッタン不夜城』（東京宝塚劇場）
- 1996年8月、『銀ちゃんの恋』（日本青年館） - ヤス[2][5]
- 1996年9 - 11月、『チェーザレ・ボルジア』 - ドン・ミケロット『プレスティージュ』（宝塚大劇場のみ）
- 1996年12 - 1997年4月、『バロンの末裔』 - ヘンリー『グランド・ベル・フォリー』
- 1997年6 - 8月、『EL DORADO』（宝塚大劇場のみ） - アロンソ
- 1997年9 - 10月、『チェーザレ・ボルジア』 - マキャベリ『プレスティージュ』（全国ツアー）

### 雪組時代
- 1997年12 - 1998年4月、『春櫻賦』 - 喜楽坊遊三『LET'S JAZZ』
- 1998年6月、『心中・恋の大和路』（バウホール） - 亀屋忠兵衛 東上初主演[2][3][4][5]
- 1998年8 - 12月、『浅茅が宿』 - 時貞『ラヴィール』
- 1999年1 - 2月、『心中・恋の大和路』（日本青年館） - 亀屋忠兵衛[2][3][4][5]
- 1999年4 - 8月、『再会』 - スティーブ・ハイマー『ノバ・ボサ・ノバ』 - ルーア[2]
- 1999年11 - 12月、『バッカスと呼ばれた男』 - マザラン枢機卿『華麗なる千拍子'99』（宝塚大劇場）[4]
- 2000年2 - 3月、『バッカスと呼ばれた男』 - マザラン枢機卿『華麗なる千拍子』（1000days劇場）[4]
- 2000年4 - 5月、『バッカスと呼ばれた男』 - マザラン枢機卿『華麗なる千拍子』（全国ツアー）[4]

### 専科時代
- 2000年6 - 8月、雪組『デパートメント・ストア』『凱旋門』 - ヴェーベル（宝塚大劇場）
- 2000年9 - 10月、雪組『デパートメント・ストア』 - リッチー『凱旋門』 - ボリス・モロゾフ（1000days劇場）[2][5]
- 2001年1 - 2月、月組『いますみれ花咲く』『愛のソナタ』 - ニクラウス（東京宝塚劇場）
- 2001年5 - 7月、月組『愛のソナタ』 - ニクラウス『ESP!!』（宝塚大劇場）
- 2001年8月、雪組『凱旋門』 - ヴェーベル『パッサージュ』（博多座）
- 2002年2月、星組『花の業平』 - 藤原基経『サザンクロス・レビューII』（中日劇場）[2][4]
- 2002年8 - 12月、月組『長い春の果てに』 - ナタリー『With a Song in my Heart』
- 2003年2月、月組『長い春の果てに』 - ナタリー『With a Song in my Heart』（中日劇場）
- 2003年4 - 8月、月組『花の宝塚風土記（ふどき）』『シニョール ドン・ファン』 - ロドルフォ・ドメス 退団公演[2][12]

### 出演イベント
- 1991年5月、'91TMP音楽祭『エスノ・ポップス』
- 1992年5月、'92TMP音楽祭『SONGS IN YOUR HEART』
- 1993年5月、'93TMP音楽祭『青春フォーエバー!』
- 1994年5月、TMPスペシャル『夢まつり宝塚'94』
- 1995年9月、'95TCAスペシャル『マニフィーク・タカラヅカ』
- 1995年、汐風幸ディナーショー『A FAIRY TIME』 主演
- 1996年5月、'96TCAスペシャル『メロディーズ・アンド・メモリーズ』
- 1996年10月、第37回『宝塚舞踊会』
- 1997年5月、'97TCAスペシャル『ザ・祭典』
- 1998年5月、'98TCAスペシャル『タカラジェンヌ!』
- 1998年10月、汐風幸ディナーショー『King』 主演
- 1998年10月、第39回『宝塚舞踊会』
- 1999年5月、'99TCAスペシャル『ハロー!ワンダフル・タイム』
- 1999年9月、汐風幸ディナーショー『Half & Half』 主演
- 1999年10月、第40回『宝塚舞踊会』
- 1999年12月、『レビュー・スペシャル'99』
- 2000年3月、『寺田瀧雄 作曲生活40周年記念コンサート』
- 2000年9月、TCAスペシャル2000『KING OF REVUE』
- 2000年12月、『アデューTAKARAZUKA1000days劇場サヨナライベント』
- 2001年1月、逸翁デー『タカラヅカ・ホームカミング』
- 2001年4月、『桜祭り狸御殿』（外部出演）
- 2001年6月、TCAスペシャル2001『タカラヅカ夢世紀』
- 2002年4月、汐風幸ディナーショー『One-derful』 主演[34][2]
- 2003年6月、TCAスペシャル2003『ディア・グランド・シアター』

## 宝塚歌劇団退団後の主な活動

### 舞台
- 2003年、サンシャイン劇場「モンテ・クリスト伯」
- 2004年、ル・テアトル銀座「私生活」
- 2005年、「落ちる飛行機に中で」
- 2006年、三越劇場「ニューヨーク青春物語」
- 2008年、「美ら島伝説〜暴れん坊将軍スペシャル２〜」
- 2007年、博品館劇場「源氏物語」
- 2008年、明治座NEO時代劇『HAKANA（「いとしの儚」より）』
- 2008年、「源氏物語」再演
- 2008年、Bunkamura「道元の冒険」